# دانش‌آموختگی ۹۷
فارغ‌التحصیلی ۹۷ (اوکراینی: Випуск ’۹۷) یک فیلم کوتاه تراژیک کمدی اوکراینی به کارگردانی پاول اوستریکوف است. اولین نمایش جهانی این فیلم سینمایی در ۲۱ ژوئیه ۲۰۱۷ در جشنواره بین‌المللی فیلم اودسا برگزار شد و در آنجا جایزه بهترین فیلم کوتاه اوکراینی را دریافت کرد.
اولین نمایش جهانی فیلم Graduation '97 در تاریخ ۲۱ ژوئن ۲۰۱۷ در جشنواره بین‌المللی فیلم اودسا بود که جایزه بهترین فیلم کوتاه اوکراینی دریافت کرد. در ۳ آگوست همان سال این تصویر با نام انگلیسی Graduation '97 در جشنواره لوکارنو نمایش داده شد، جایی که جایزه بهترین فیلم کوتاه بین‌المللی را از سوی هیئت داوران جوانان دریافت کرد.